# Daglingworth
Daglingworth – wieś i civil parish w Anglii, w hrabstwie Gloucestershire, w dystrykcie Cotswold. Leży 21 km na południowy wschód od miasta Gloucester i 134 km na zachód od Londynu. W 2011 roku civil parish liczyła 265 mieszkańców.